# ¡Hola! TV
¡Hola! TV es un canal de televisión por suscripción americano de origen español, el cual está dirigido al público femenino. Fue lanzado en 2013 y está basada en la revista ¡Hola!. Su programación consiste en programas orientados a las celebridades y el estilo de vida.
El canal fue creado el 21 de septiembre de 2013 en conjunto por la revista ¡Hola! y Atresmedia, grupo audiovisual español propietario del canal Antena 3, con el objetivo de llevar a los Estados Unidos y toda América las ideas y temas cubiertos por la publicación en papel. Tiene sede en la ciudad de Miami, Florida.
Actualmente se ve en casi toda América excepto Canadá y Groenlandia, en diferentes plataformas de televisión de pago.

## Origen
En su origen el canal firmó un acuerdo de distribución con la empresa de televisión satelital DirecTV, por lo que en su lanzamiento el canal estuvo limitado a los países con cobertura por parte de la operadora: Argentina, Chile, Colombia, Ecuador, Perú, Puerto Rico, Venezuela y algunos de los Estados del Mar Caribe. El 30 de abril de 2014, ¡Hola! TV se extendió hacia Estados Unidos. En agosto, el canal fue lanzado en México en conjunto con Televisa a través de la plataforma Cablemás (hoy izzi), posteriormente se expandió a otros operadores de televisión en el país.
Hasta septiembre de 2015, el canal contaba con aproximadamente 10 millones de suscriptores en la región, además de ubicarse entre los 10 canales de variedades más vistos en el continente, esto de acuerdo con el informe Business Bureau (DTVRatings-2000/BB-Business Bureau SA, TechEdge A/S, DirecTV Latin America).
El canal cuenta con dos señales: una dirigida al público de los Estados Unidos y otra hacia América hispana, ambas son coordinadas desde Miami, a diferencia de otros canales de televisión de la región no se hace una división de programaciones de acuerdo con los husos horarios de las distintas zonas del continente.

## Programación
- Hay dos canales de TV uno en español y uno en inglés.
- ¡Hola! TV cuya revista equivalente es: ¡Hola! (en español)
- ¡Hola! TV cuya revista equivalente es: Hello! (magazine) (en inglés)

La programación del canal se basa en la temática abordada por la revista homónima, por lo que se suelen transmitir espacios televisivos relacionados con la actualidad la crónica social, espectáculos, realeza, moda, tendencias, estilo de vida, espacios de entrevista o biografías de personajes destacados en el mundo de los espectáculos. En su creación, el canal retransmite además algunas series de Atresmedia como El tiempo entre costuras, Velvet o El secreto de Puente Viejo (ambos de Antena 3), las cuales posteriormente no fueron retiradas para no ser transmitidas en el canal Atreseries, del mismo grupo audiovisual.
La oferta principal del canal se basa en dos espacios: La Hora ¡Hola!,  una revista diaria sobre la actualidad en el periodismo del corazón y Conexión ¡Hola! TV, programa que se nutre de informes procedentes de las distintas corresponsalías que mantiene en conjunto con la revista, en él se hace un repaso de las novedades que surgen en los países cubiertos por la señal más lo que se genere desde España.

### Programación actual

#### Programas de revista
- La hora ¡Hola!
- Conexión ¡Hola! TV
- Lo mejor de la hora ¡Hola!

#### Estilo de vida y tendencias
- ¡Hola! Fashion
- Un nuevo look para una nueva vida
- Mi retiro soñado
- Una vida de lujo
- Rachel Hunter: Belleza alrededor del mundo
- Videofashion!
- Algo nuevo de algo viejo
- Hollywood y vinos
- Tendencias del siglo XXI
- ¡Hola! Cinema
- Stars in Style

#### Realeza
- Vidas reales
- Joyas reales
- Especiales Realeza

#### Entrevistas
- En exclusivo
- Área restringida